# 찐깐 (11대)
찐깐(베트남어: Trịnh Cán / 鄭檊 정간, 1775년 ~ 1782년 12월 17일(음력 11월 13일))은 대월 후 레 왕조의 정치인, 찐 주의 제11대 군주(재위: 1782년)이다. 봉호는 전도왕(베트남어: Điện Đô Vương / 奠都王)이다.

## 생애
찐깐은 찐섬의 어린 아들로, 찐섬의 총애를 받은 선비(宣妃) 당티후에(鄧氏蕙) 소생이다. 까인흥 36년(1775년), 찐깐이 태어나자 찐섬은 매우 기뻐했으며, 즉시 명령하여 그 해 향시(鄕試)의 제3장(場)에서 '산천영육(山川英毓), 하해수종(河海秀鍾)'을 명제(命題)하도록 하였다. 여러 신하들도 모두 찐섬의 뜻에 영합아여 '성휘해윤(星輝海潤)'이란 말로 하례하였다.
찐깐은 첫돌을 맞았을 때 골상(骨相)이 건장하여 보통 사람들과 달랐다. 또한 찐깐은 천성이 총명하고 말솜씨가 뛰어나 행동거지가 성인과 같았으므로 찐섬의 총애를 받았다. 당시 왕세자 찐똥의 모친은 총애를 받지 못했고, 또한 찐똥 본인도 무(武)를 좋아하고 문(文)을 좋아하지 않았으므로 찐섬은 그를 매우 싫어하였다. 1780년, 찐섬은 찐똥을 세자의 위에서 폐출하고 찐깐을 세자로 세웠다. 찐섬의 모친 태비(太妃) 응우옌티응옥지엠(阮氏玉琰)은 찐섬에게 찐똥이 장성할 때를 기다렸다가 이후 적자를 폐하는 일을 재고하라고 권하였지만 찐섬은 듣지 않았다.
1782년 10월 19일, 찐섬이 사망하였다. 찐섬의 유언에 따라 휘군공(暉郡公) 호앙딘바오는 당시 5살의 찐깐으로 하여금 뒤를 잇게 하였다. 휘군공 호앙딘바오, 경군공(卿郡公) 찐끼에우(鄭橋), 원군공(院郡公) 응우옌호안(阮俒), 주군공(珠郡公) 응우옌딘쩌우(阮廷珠), 사천후(泗川侯) 판레피엔(潘黎藩), 염군공(棪郡公) 응우옌지엠(阮棪), 수충후(垂忠侯) 따자인투이(謝名垂) 7인이 공동으로 보정(輔政)하였다. 황제 현종은 칙명으로 찐깐을 원수총국정전도왕(元帥總國政奠都王)으로 봉하였다.
그해 11월, 찐깐이 나이가 어린데다 병이 많았으므로 인심이 불복하였다. 염군공 응우옌지엠이 병사를 일으켜 찐똥을 옹립하기로 도모하였고, 마침내 이를 태비 응우옌티응옥지엠에게 아뢰어 찐똥을 섭정으로 세우기를 희망한다고 하였다. 이는 그녀의 동의를 얻었고, 그녀는 사람을 보내 호앙딘바오에게 이를 알렸으나 호앙딘바오는 좇지 않았다. 이에 찐똥은 즉시 삼부군(三府軍)과 공모하여 반란을 일으켰고, 11월 29일에 호앙딘바오를 죽이고 찐깐을 폐출하여 공국공(恭國公)으로 강봉하였다. 찐깐의 어머니 당티후에 역시 폐서인되었다. 응우옌지엠은 찐깐을 데리고 별궁에 나가 살도록 하였다. 11월 13일(1782년 12월 17일), 찐깐이 사망하니, 향년 8세(만 6 - 7세)였다. 이후에 시호를 충민(沖愍)이라고 하였다.

## 참고 문헌
- 《대월사기전서》

| 전 임 찐섬 | 제11대 대월 후 레 왕조 찐 주의 군주 1782년 | 후 임 찐똥 |